# 부평서중학교
부평서중학교(富平西中學校)는 대한민국 인천광역시 부평구 산곡동에 있는 공립 중학교이다.

## 학교 연혁
- 1980년 1월 24일 : 부평서중학교 설립인가 (18학급)
- 1980년 3월 1일 : 초대 김동규 교장 취임
- 1980년 3월 5일 : 입학식 (6학급)
- 2000년 9월 18일 : 학교 급식조리실 준공
- 2000년 10월 11일 : 운동부 준비실 준공
- 2003년 10월 28일 : 학교 대수선 완공
- 2007년 11월 27일 : 서중 도서관 및 영어전용실 개관
- 2008년 2월 29일 : 체력단련실 확장
- 2024년 2월 8일 : 제42회 졸업식 105명 (총 21,724명)
- 2024년 3월 1일 : 제16대 김경희 교장 취임
- 2024년 3월 4일 : 2024학년도 신입생 88명 (4학급) 입학

## 참고 자료
- 부평서중학교 - 한국교육학술정보원 학교알리미